# نفي التالش من أذربيجان
كان ترحيل شعب تالش بمثابة عمليات ترحيل ستالين التي تهدف إلى التطهير العرقي لسكان تالش من المناطق الحدودية مع إيران، فضلاً عن التغييرات الداخلية في التركيبة العرقية لمناطق محددة. تم تنفيذه في آسيا الوسطى وفي منطقة كورا-أراكسيس في أذربيجان.
في عام ١٩٣٦، اعتُمد دستور جديد للاتحاد السوفيتي، وحُلّت جمهورية ما وراء القوقاز الاشتراكية الاتحادية، وتغيّرت النظرة تجاه الشعب. وبدأت فترة من تطبيق سياسة استيعاب العديد من الأقليات القومية لصالح أصحاب الألقاب، وحظر انتمائهم العرقي.
بعد الجلسة العامة للجنة المركزية، التي عُقدت في 5 يونيو/حزيران 1953، عشية المؤتمر الثالث عشر للحزب الشيوعي الأذربيجاني، ومناقشة واستعراض محتوى تقرير اللجنة المركزية المُقبل إلى المؤتمر، طُرحت مسألة تطهير اللغة الأذربيجانية من الطبقات الفارسية والعربية والعثمانية، من بين أمور أخرى. وتحدث أحد المشاركين في النقاش عن ضرورة "تطهير لغة التات". فردّ ميرجعفر باغيروف قائلاً: "أعتقد أن الوقت قد حان للانتقال من لغات التات والكردية والتاليشية إلى اللغة الأذربيجانية. ينبغي على مفوضية الشعب للتعليم أن تأخذ زمام المبادرة، فهم جميعًا أذربيجانيون".
بعد هذه الجلسة، تقرر التخلي عن تدريس اللغات الأخرى والانتقال إلى اللغة الأذربيجانية، وتم إغلاق المدارس التي تدرس اللغة التالية، وتوقفت المنشورات، وتعرض العلماء والشخصيات العامة التالية (أحمد زاده ز.، ناصرلي م.، ميرسالاييف ب.، إلخ) للهجوم بتهمة القمع.
ولم يقتصر تأثير حملة القمع على تاليش على المثقفين فحسب، بل امتد إلى عامة الناس أيضا. في برقية بتاريخ يناير/كانون الثاني ١٩٣٨ ، أرسل ن. يزوف، مفوض الشعب للشؤون الداخلية في الاتحاد السوفيتي، طلبًا إلى ت. بورشيف، نائب مفوض الشعب للشؤون الداخلية في جمهورية أذربيجان السوفيتية الاشتراكية، لإخلاء المناطق الإيرانية في باكو وكيروف آباد فورًا. كان من الضروري اعتقال الإيرانيين الذين لا يحملون جوازات سفر سوفيتية أو إيرانية، وخاصةً أولئك المتورطين في أنشطة معادية للسوفييت، وإجراء تحقيقات موسعة لتحديد هويات المتواطئين، وبعد صدور قرار قضائي، ترحيلهم مع عائلاتهم إما إلى إيران أو إلى أماكن مخصصة لذلك داخل الاتحاد السوفيتي.
في مذكرته الصادرة عام ١٩٣١ حول العمل بين الأقليات القومية في أذربيجان، لفت عليماداتوف الانتباه إلى قضايا الحدود والنفوذ الإيراني في مناطق التاليش. فأسلوب حياتهم أقرب إلى أسلوب حياة إيران منه إلى بقية أنحاء أذربيجان، وللطاليش السوفييت روابط قرابة وثيقة مع طاليش الإيرانيين. ويخلص عليماداتوف إلى أن مراعاة خصوصيات المناطق الحدودية التي تسكنها الشعوب "الصغيرة" المتخلفة ثقافيًا تتطلب اهتمامًا عاجلاً بالتنمية الثقافية والضرورية لشعب التاليش.
ونتيجة لذلك، تم نفي عدد من الجماعات العرقية التاليشية من مناطق أستارا، ولنكران، وليريك، ويارديملي إلى صحاري كازاخستان وأذربيجان، على الرغم من حقيقة أن عرقيتهم لم يتم ذكرها في الوثائق الرسمية. كما تقول كريستا جوف، تم نفي التاليش في هذا الوقت إما لأنهم كانوا موجودين في البيئة الإيرانية، أي أنهم كانوا يطلق عليهم اسم "الإيرانيين"، أو لأنهم كانوا يعيشون على الحدود الإيرانية في أذربيجان السوفييتية. ويشير بيتر كوكايسل إلى أن العدد الدقيق لمحاولات الترحيل غير مؤكد، حيث تشير الوثائق المتاحة للعامة إلى "الإيرانيين" أو "الأكراد"، وهو ما يشكل في الأساس خطأ في التعريف.
قرر بعض المسؤولين أن أفضل طريقة للتعامل مع المخاوف بشأن عدم استقرار الحدود والسكان المشبوهين هي إبعاد من يُعتبرون غير موثوقين من المناطق. نُفي بعض التاليش إلى آسيا الوسطى، بينما أُجبر آخرون على مغادرة قراهم والانتقال إلى مدن مثل أستارا ولنكران، حيث يُفترض أن تكون مراقبتهم أفضل.